# Бадоєв Алан Казбекович
Бадоєв Алан Казбекович (ос. Бæдоаты Алан; род. 10 січня 1981, Беслан, Осетія) — український режисер, сценарист, кліпмейкер та телеведучий осетинського походження.
Відомий своєю спільною роботою з популярними українськими сценаристами. Також співпрацював із російськими та іншими закордонними артистами. Популярність здобув після виходу першого повнометражного фільму «Оранжлав», який у 2006 році отримав премію на фестивалі «Кіношок» — за найкращу режисерську роботу.
Знімає відеокліпи відомим українським, російським та закордонним артистам, багато[джерело?] з яких набрали десятки мільйонів переглядів на YouTube.

## Біографія
Алан Бадоєв виріс в Україні — у місті Горлівка Донецької області.
1998 вступив до Київського національного університету культури і мистецтв, на курс Георгія Яковича Шкляревського. Під час навчання в інституті Бадоєв почав знімати документальні фільми, які пізніше були об'єднані в цикл «Життя дубль два», а також короткометражне кіно: «Слід 2000», «Колос і стерня» і «П'ять хвилин, або Легенди убитого часу». На студентському кінофестивалі Fast Fest Weekend ці кінострічки отримали приз. Особливо журі відзначило професійну режисерську роботу і новаторство Алана. 2002 року Алан Бадоєв нагороджений Орденом Пресвятої Богородиці Покрови за сценарій «Ангели живуть навпроти». Фільми циклу «Життя дубль два» були відзначені призами кінофестивалів «Просвіта» і «Золотий витязь».
Закінчуючи останній курс інституту, режисер почав працювати в жанрі музичного відео. На цьому етапі його помітив український продюсер Юрій Нікітін. Результатом їхньої співпраці став відеокліп на пісню Ірини Білик «Сніг». Дотепер Алан Бадоєв зняв понад 250 відеокліпів.
Міжнародну популярність здобув після виходу свого першого повнометражного фільму «Оранжлав» 2006 року. На Каннському фестивалі, де картина йшла поза конкурсом, європейські критики назвали її першим справжнім фільмом нового українського кінематографа. Також «Оранжлав» отримав премію на фестивалі «Кіношок» за найкращу режисерську роботу.
У подальшому співпрацював із Філіпом Кіркоровим, Гайтаною, Вєркою Сердючкою, Наталею Могилевською, Ані Лорак, Сергієм Лазарєвим, Анжелікою Агурбаш, Валерією, гуртами «Вінтаж», ВІА Гра, Lama, ТіК, Esthetic Education, Gouache, XS, 4 королі. Є автором багатьох відеокліпів Світлани Лободи, Валерія Меладзе та інших.
Першою помітною роботою Бадоєва став кліп на пісню Ірини Білик «Сніг» в 2003 році. У той час співачка змінила імідж і мову виконання пісень, тому відео повинно було разюче відрізнятися від всіх її ранніх робіт. Витримавши потрібний стиль, Алан зумів нестандартними рішеннями підкреслити атмосферу і настрій пісні.
У 2004 році Алан Бадоєв знімає 6 кліпів, серед яких необхідно відзначити англомовну пісню співачки Ані Лорак «A little shot of love». Відео на композицію витримано в модних в тому сезоні бірюзових тонах, а концепція кліпу відсилає глядача до американського Півдня.
2005 рік ознаменувався для Бадоєва виходом на російський ринок і роботою з новими зірками. Режисер зняв два кліпи для Авраама Руссо, дуету Наташі Корольової з її чоловіком Тарзаном, а також відео на пісню «Вишневий сад» для Софії Ротару. Алан виступив автором пронизливих відео на інструментальні композиції Андрія Данилка «Після тебе» і «Лялька», які розкрили під всенародно улюбленої Вєрку Сердючку нові і несподівані грані. Крім поп-сцени, Алан Бадоєв знімав кліпи для таких популярних рок-колективів, як «Нічні снайпери» (пісня «Світлофори») і «Брати Карамазови» (пісня «Космос мертвий»).
Після яскравого і незабутнього відео Бадоєва на пісню «Л. М.Л» в 2006 році у режисера склалася тісна співпраця з колективом «ВІА Гра» і його продюсером Костянтином Меладзе. З тих пір група знімається у кліпмейкера регулярно. З помітних робіт Бадоєва слід зазначити відео на композицію Таїсії Повалій «Чай з молоком» і кліпи на пісні Ані Лорак «Стримай моє серце», «Іди по-англійськи» і «Хіба ти любив». Всі ролики з'явилися в 2016 році.
На початку 2010 року Алан Бадоєв приступив до двох масштабних проєктів. У квітні на запрошення Володимира Зеленського і «Студії Квартал-95», став креативним продюсером і режисером нового гумористичного шоу на телеканалі «Інтер» — «Пороблено в Україні». Спеціально для цього проєкту режисер об'єднав у своїй творчій лабораторії «СК Production» найкращих фахівців. У цьому ж році Алан Бадоєв став креативним продюсером і режисером гумористичного телешоу «Пороблено в Україні». Крім того, він режисирував талант-шоу «Хочу до Меладзе» і «Хочу до «ВІА Гри»».
Пізніше разом із Володимиром Зеленським заснував компанію «Gaudi Studio», що спеціалізується на зйомці телешоу.
Наприкінці 2010 року Алан Бадоєв приступив до зйомок першого 3D кліпу на теренах пострадянських країн.
Алан Бадоєв, крім іншого, займається продюсуванням. Першим його підопічним став в 2009 році співак Макс Барських, через 2 роки — Міша Романова, солістка групи «ВІА Гра».
У 2011 році Алан Бадоєв створив музичний фільм «Мадемуазель Живаго». У головній ролі — зірка світової сцени Лара Фабіан, музику до фільму написав відомий композитор і продюсер Ігор Крутой, художник — Олександр Мілов. Зйомки картини стартували у Львові 20 травня 2010 року і пізніше перемістилися в інші міста України. Створюючи фільм «Мадемуазель Живаго», знімальна група також побувала у Франції та Новій Зеландії. При виробництві цієї стрічки було використано близько 30 кілометрів кіноплівки, а в Київській області побудовані декорації концтабору «Аушвіц».
У 2011 році Алан Бадоєв вів на каналах «Інтер» і «К1» пізнавальну передачу про подорожі під назвою «Орел і решка».
У 2012 році режисер взяв участь в створенні кіноальманаху «Мами», приуроченого до Міжнародного жіночого дня. Бадоєву належить одна з новел під назвою «Напарник».
У 2017—2018 роках послугами кліпмейкера скористалися такі зірки, як NikitA, Alekseev, Emin, Ані Лорак, Марія Яремчук, Олена Темнікова, а для Сергія Лазарєва він зробив навіть декілька відео. Кращими роботами були названі музичні ролики «Для тебе NET» групи PLAY, «Близькі люди» Віри Брежнєвої, «Февраль» Макса Барських, «Не люби» Тетяни Решетняк.
Також у 2018 році Алан зняв кліп ірано-шведському співакові Арашу і Хелені на пісню «Dooset Daram». Зйомки проходили в Україні в лісі і тривали близько 48 годин. З них 47 годин зайняли пошуки загубленої знімальної групи.
У 2019 м почалася співпраця Бадоєва з китайською продюсерською компанією N.E.W.S.
Також у 2019 року був організатором шоу на офіційних заходах з нагоди Дня незалежності України. В шоу брали участь співаки Тіна Кароль, Оксана Крамарева, Анжеліна Швачка, Євген Орлов, Андрій Романенко, Дарина Красновецька, композитор Мирослав Скорик, хор ім. Г.Верьовки, оркестр і хор ЗСУ, оркестр Національної поліції України і студенти НМАУ, які виконали (під фонограму) інтерпретацію українського гімну Андрія Соловйова, а також реп-виконавиця Аліна Паш. Шоу отримало неоднозначні відгуки

## Особисте життя
Колишня дружина — Жанна Бадоєва — режисерка каналу «1+1», певний час викладала акторську майстерність, працює режисеркою також у США. Спільна дитина — донька Лоліта.

## Громадянська позиція
20 лютого 2014 року після вбивства протестувальників в центрі Києва різко висловився стосовно дій силовиків на своїй сторінці у соціальній мережі Facebook:

Я дуже далекий від політики і завжди прагнув мовчати про те, чого не розумію … Але це я зрозуміти можу. Я точно розумію, що люди, які вбили, люди, які готові виконувати накази Виродка — Виродки. Люди, які вибивають очі за Сміливість і Правду — вічно будуть Рабами. Все пройде, як би складно не довелося, виродки відступлять, і настане наступний день … Я точно знаю, що ті, хто не покладе зброю і не припинить стріляти — не зможе жити в країні Вільних Людей. Адже сьогодні вбили Сина звичайної Української Мами … заради кого?

Після російського вторгнення в Україну 24 лютого 2022 року, публічно засудив військову агресію та припинив співпрацю з російськими артистами.
20 квітня 2022 року Алану Бадоєву заборонили в'їзд на територію РФ на 50 років. 

## Телебачення
- «Орел і решка» (1, 10-11, зоряний сезони) — провідний (в 1 сезоні — разом з екс-дружиною Жанною Бадоєвою);
- «Хочу до «ВІА Гри»» — головний режисер проекту;[16]
- «Артист» (телеканал «Росія-1») — головний режисер;
- «Хочу до Меладзе» — головний режисер, продюсер;[17]
- «Пороблено в Україні» — продюсер.[18]

## Фільмографія

### Фільми
Повнометражні фільми
- 2007 — Оранжлав (рос. Оранжлав), повнометражний фільм, режисер та сценарист[19]
- 2023 — Довга доба (англ. The Hardest Hour), повнометражний фільм, режисер та продюсер[20]

Телефільми та короткометражки
- 2011 — Пані Живаго (рос. Мадмуазель Живаго), телефільм альманах з 9 короткометражок, режисер, актор та сценарист[21]
- 2012 — Матері (рос. Мамы), частина альманаху короткометражка «Напарник», режисер
- 2012 — Ревнощі (рос. Ревность), короткометражка, режисер та сценарист
- 2014 — Самотній за контрактом (рос. Одинок по контракту), актор

### Музичні кліпи
Майже всі кліпи Алана набирають десятки мільйонів переглядів на YouTube. Бадоєв працював над кліпами наступних артистів:
- Араш — DOOSET DORAM [Архівовано 14 березня 2018 у Wayback Machine.]
- Dan Balan — Hold on love [Архівовано 8 травня 2019 у Wayback Machine.] | Люби [Архівовано 5 січня 2019 у Wayback Machine.] | Плачь [Архівовано 12 січня 2019 у Wayback Machine.] | Lendo Calendo [Архівовано 7 січня 2019 у Wayback Machine.] (feat. Tany Vander & Brasco)
- 4 Kings — Дневник
- Esthetic Education — Unbelievable
- ETOLUBOV — Манго
- Eva Brown — Я и ты
- GODO — «NON É»[22]
- Gouache — simple me
- Hi-Fi — Право на счастье
- KIT-I — Выпускной
- Real O — Я бы
- Авраам Руссо — Лето | Обручальная
- Алібі — Табу | Шаги по краю | Мелодия дождя | Сны о тебе
- Аліна Гросу — Мокрые ресницы | Мелом на асфальте
- Алла Пугачова — Приглашение на закат
- Анастасія Приходько — Безответно | Мамо
- Анжеліка Агурбаш — «Нелюбимая», «Я буду жить», «Река»
- Ані Лорак — С первого взгляда | Another little shot | Удержи мое сердце | Уходи по-английски | Разве ты любил
- Аніта Цой — «Разбитая любовь» (2010)
- Анна Семенович — «Тирольская песня» (2009)
- БіС — Твой или ничей | Катя | Кораблики | Сны
- Борис Апрєль — «Космос, прием» (2009)
- Брати Карамазови — «Космос мёртв»
- Валерій Меладзе — Сахара не надо | Параллельные | Безответно | Вопреки | Небеса
- Валерія — Боль
- Василь Бондарчук — «Это бывает с каждым», «Напополам»
- Віра Брежнєва — Я не играю | Нирвана | Любовь спасет мир | Реальная жизнь | Бессоница | Девочка моя
- Вєрка Сердючка — «Kiss please»
- ВІА Гра — l.m.l. | Цветок и нож | Поцелуи | Я не боюсь | Emancipation | Анти-гейша | Пошел вон | Перемирие
- Віка Антонова —Качели | Поймай меня | Николя | Николя remix | Точки
- Винтаж — Микки [джерело?]
- Віталій Козловський — Ты хотела | Небо плаче | Холодная ночь
- ВОРОН — Я хочу быть с тобой
- Гайтана — Самотня bossa | Відшукаю | Два вікна | Шаленій | Два вікна eng | Танці
- Глюкоза — Бабочки
- ДіО.фільми — «Зачем тебе это знать?» (2009)
- Джамала — History repeating
- Диана — «Завтра Все» (2009)
- Дмитро Клімашенко — «Диско», «Жаль»
- Дмитро Хворостовський — Ты и я
- Жанна Фріске — Жанна фриске | Портофино
- Жасмін — Ночь
- Заріма
- Інь-Ян — Сохрани меня | Карма
- Ірина Білик — Снег | Если ты хочешь | Рябина алая | Напополам
- Катерина Бужинська — Белая пантера
- Лілу
- Майя Мігаль — «Индиго»
- МакSим — Научусь летать
- Макс Барських — s.l. | пусто | dvd | сердце бьётся |агония |студент |теряю тебя |глаза — убийцы |3 пісні із альбому Album Z.Dance
- Олександр Маршал — «Во имя тебя»
- Маша Фокіна — Я не забуду тебя | Бимер
- Марія Яремчук — Ти в мені є
- Маша Собко — Ненавижу
- Міка Ньютон — Тёплая река
- Наталія Бучинська
- Наталія Могилевська — Любила | Відправила message | Полюби меня такой | Real o | Немає правди в словах | Знаешь.net | Этот танец | Real o remix | DVD | Я исцелена
- неАнгели — Я знаю это ты | Отпусти
- Ночные снайперы — «Светофоры» (2006)
- Оксана Віговська — «Свет» (2009)
- Олександр Ломінський — «Полночь» (2009), «Навек» (2009), «Украденное счастье» (2009), «Ты знала» (2010)
- Олена Тєрлєєва — Люби меня, люби
- Ольга Каррера — «Не улетай» (2009)
- Світлана Лобода — Мишка — гадкий мальчишка | Постой мущина | Черно-белая зима | Я забуду тебя | Не мачо | За что | By your side | Be my valentine | Жить легко | Революция | На свете | Новый Рим
- Сергій Лазарєв — зачем придумали любовь
- РИ — «Майя каменных джунглей» (2009)
- Софія Ротару — Зимняя вишня
- Табула Раса — «7 облаков»
- Таїсія Повалій — Пусть вам повезет в любви | Бывший
- Таліта Кум
- Таня Піскарьова — «Ты так просил»
- Тельма і Луїза — «Стриптиз», «Губами»
- ТІК — Свєта режисерская версия | Сирожине пирожине
- Тетяна Котова — Он | Сильней | Танцуй
- Тіна Кароль — Пупсик | Полюс притяжения | Люблю его | Ключик | Ноченька
- Філіп Кіркоров — «Мы так нелепо разошлись» (2010) | Снег | Мне не жаль тебя
- Юлія Нельсон — «Дай мне», «Ветер»
- Юлия Образцова — Небо плачет
- Черим Нахушев — Южной ночью [джерело?]
- Яна Романова — «Ты кто?» (2009)
- Мері (Мері Оганова)  - «Подруга» (2003)

## Нагороди
| Рік  | Назва премії    | Номінація       | Результат | Джерело |
| ---- | --------------- | --------------- | --------- | ------- |
| 2015 | M1 Music Awards | Кліпмейкер року | Перемога  | [ 23 ]  |
| 2016 | M1 Music Awards | Кліпмейкер року | Номінація | [ 24 ]  |
| 2017 | M1 Music Awards | Кліпмейкер року | Перемога  | [ 25 ]  |